# Oveis Saheb Djawaher

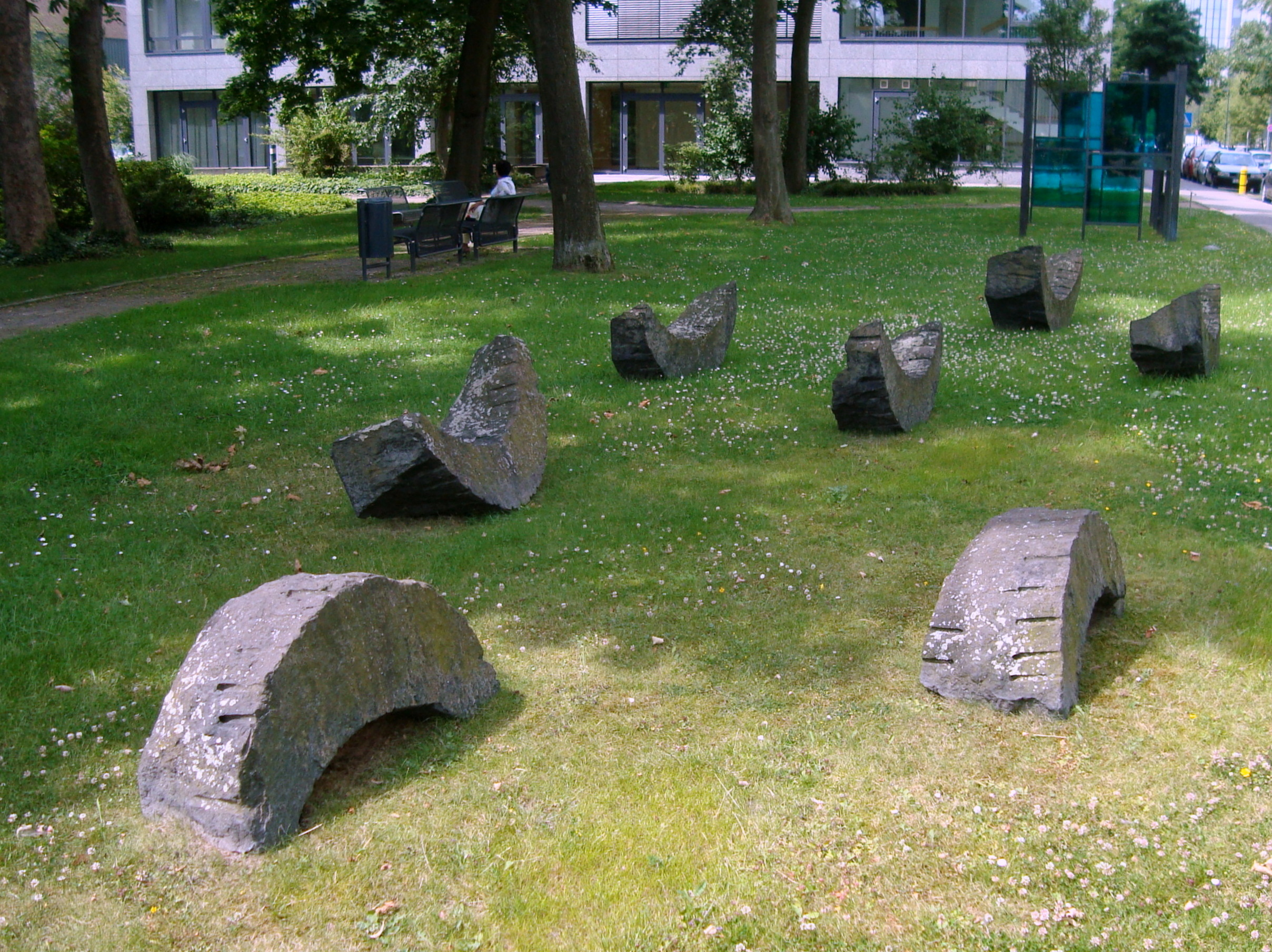
Mondsteine, 1988. Düsseldorf, Skulpturenpark am Metro-Campus

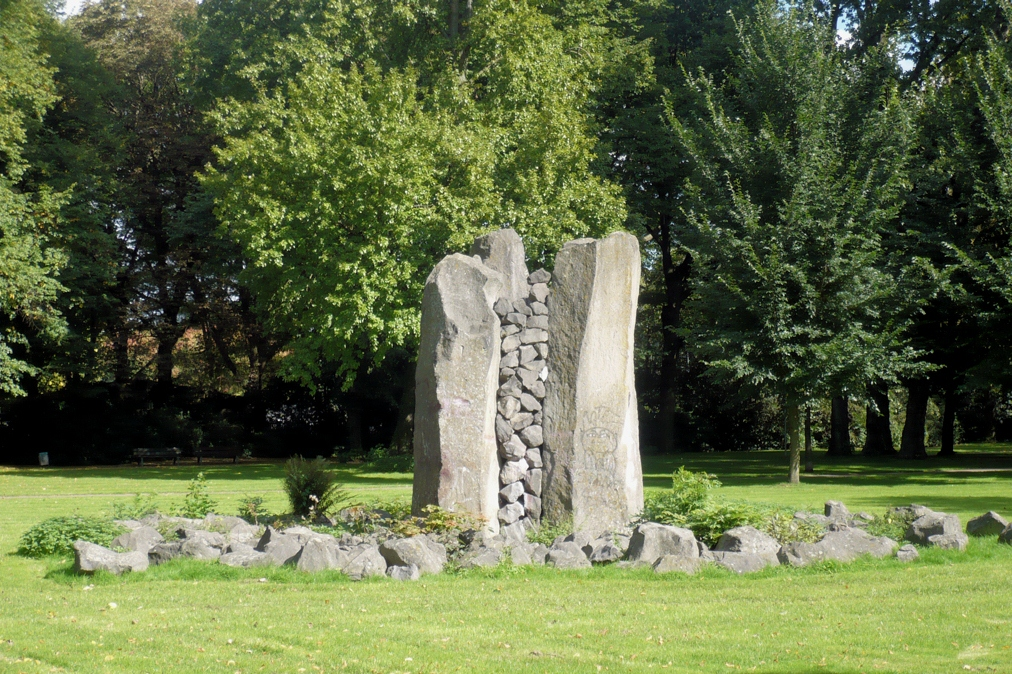
Skulptur von Oveis Saheb im Kaiser-Wilhelm-Park, Essen

 Oveis Saheb Djawaher (auch: Oveis Saheb; auch Umschrift: Oveis Sajeb Djawaher) (* 26. November 1956 in Teheran) ist ein iranischer Bildhauer, der seit seinem 13. Lebensjahr in Europa lebt. Er lebt und arbeitet in Düsseldorf.

## Leben und Werk
1969 siedelte Saheb nach Europa über. 1976 bis 1979 studierte er Malerei an der Accademia di Belle Arti in Bologna, bevor er 1979 nach Deutschland umzog. 1979 bis 1983 studierte er an der Staatlichen Kunstakademie Düsseldorf Bildhauerei bei dem Steinbildhauer Rolf Jörres. 1983 wurde er zum Meisterschüler ernannt. Seit 1983 ist Saheb als freischaffender Bildhauer tätig. Er übernahm die ehemalige Werkstatt des Bildhauers Will Hanebal in Meerbusch-Büderich und legte in den späten 1980er Jahren in unmittelbarer Nähe ein Skulpturenfeld mit eigenen Werken an.
Anlässlich der Ausstellung Skulptur D-88 überbaute Saheb die Hunsrückenstraße in Düsseldorf mit einem Dach aus Autoschrott. Diese Installation war als ironischer Kommentar zu den Errungenschaften der Zivilisation zu verstehen. Angeregt durch seinen akademischen Lehrer Rolf Jörres, beschäftigt sich Saheb seit langem vorwiegend mit Steinbildhauerei. Sparsam bearbeitet er unterschiedlich große Steinblöcke durch Bohren, Keile Eintreiben und Spalten, so dass archaisch anmutende Skulpturen entstehen. Vor der Bearbeitung zeichnet Saheb häufig den Umriss eines Menschen auf den Stein, so dass die Skulpturen dem menschlichen Maß verpflichtet bleiben. Dennoch erwecken die lapidaren Blöcke den Eindruck von Monumentalität. Einzeln, geschichtet oder als Gruppe aufgestellt, erinnern sie an magische Zeichen, wie man sie aus frühen Kulturen kennt. Verstreut im Freien liegend, verbinden sich die Skulpturen mit der Natur zu einem Gesamtkunstwerk. Ein Film über Saheb mit dem Titel Stein-Zeichen als Lebens-Zeichen macht die Position Sahebs im "Spannungsfeld zweier Welten" deutlich.

Sahebs Skulpturenfeld am Apelter Weg in Meerbusch-Büderich
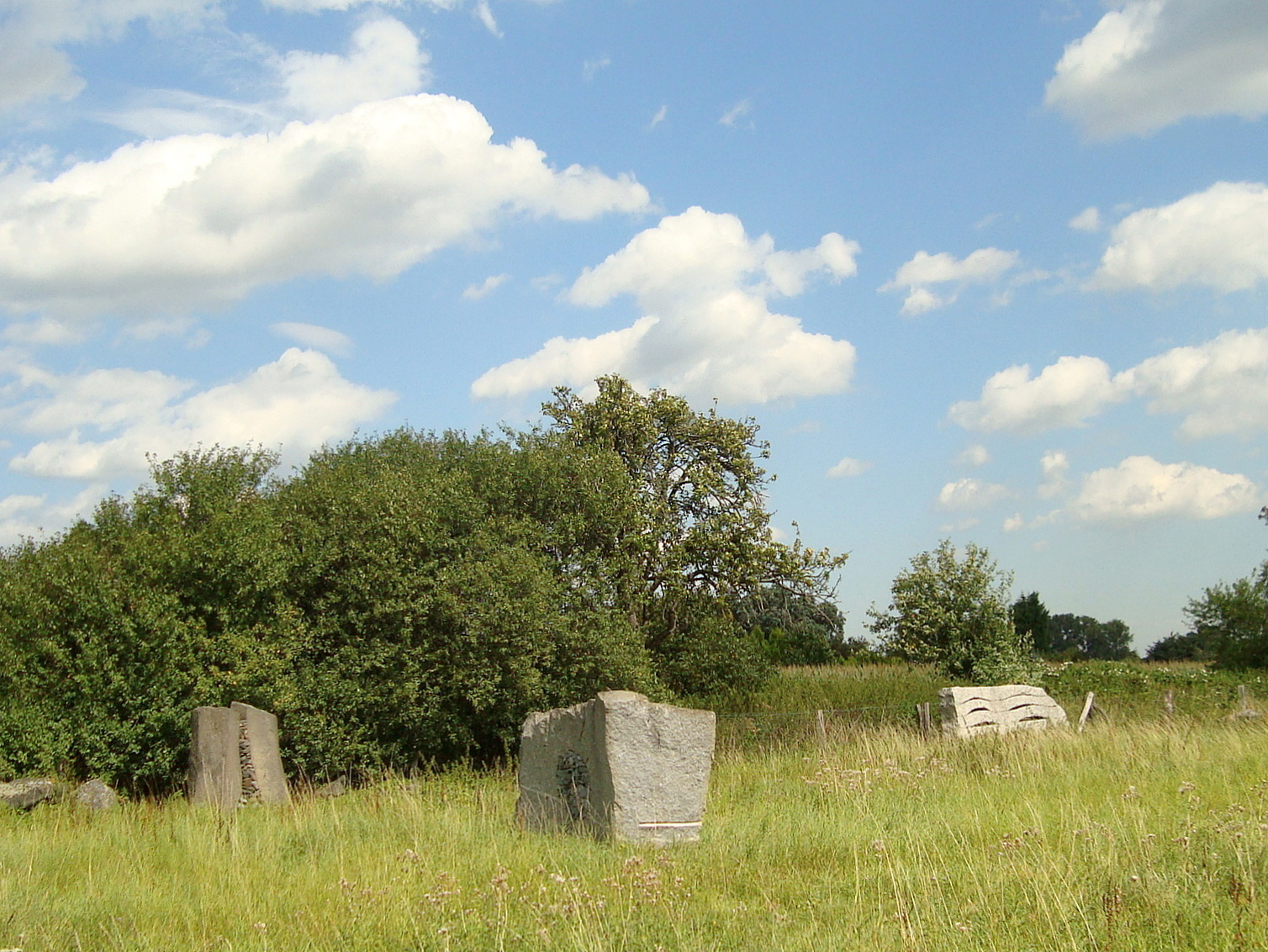
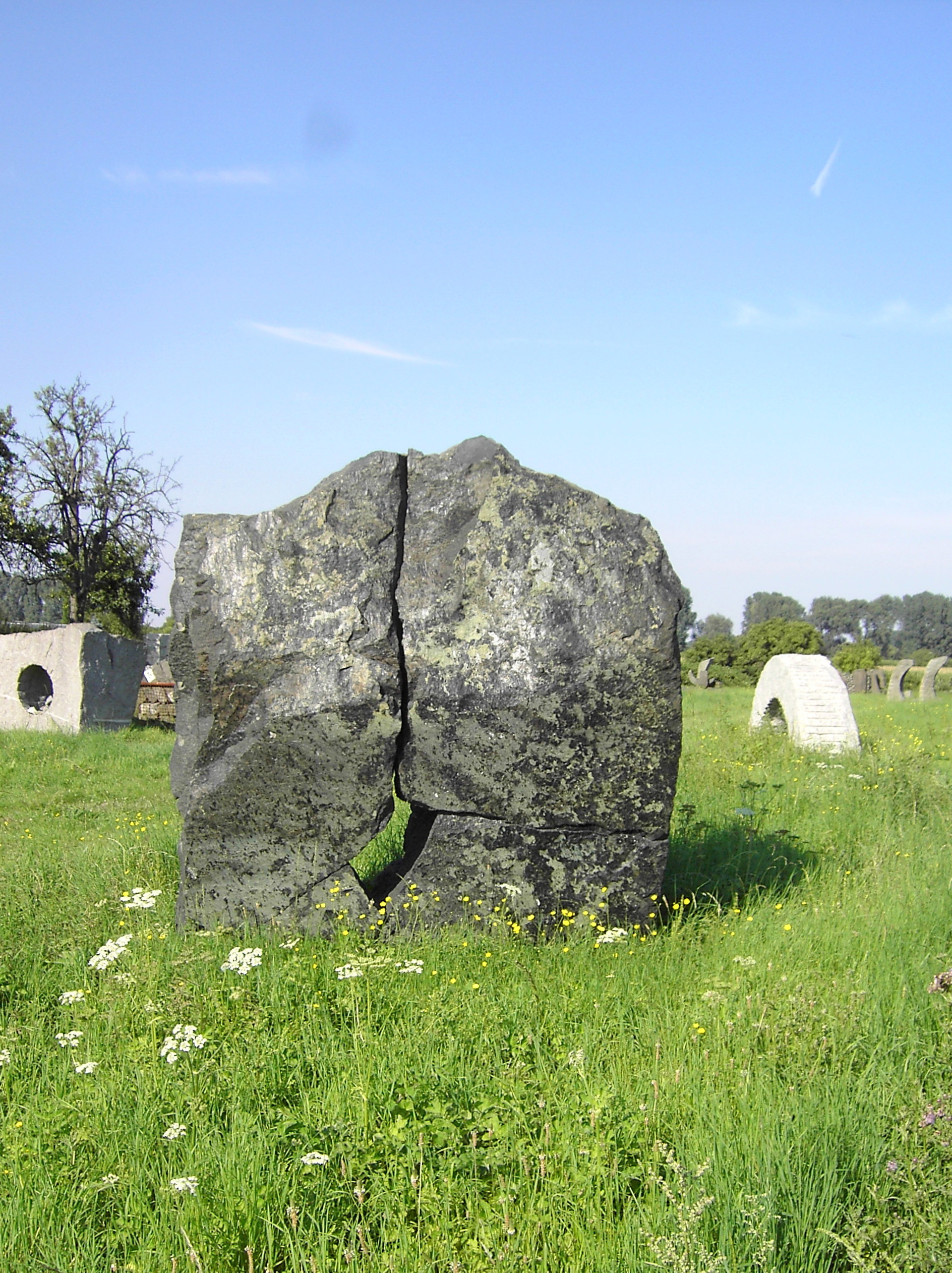
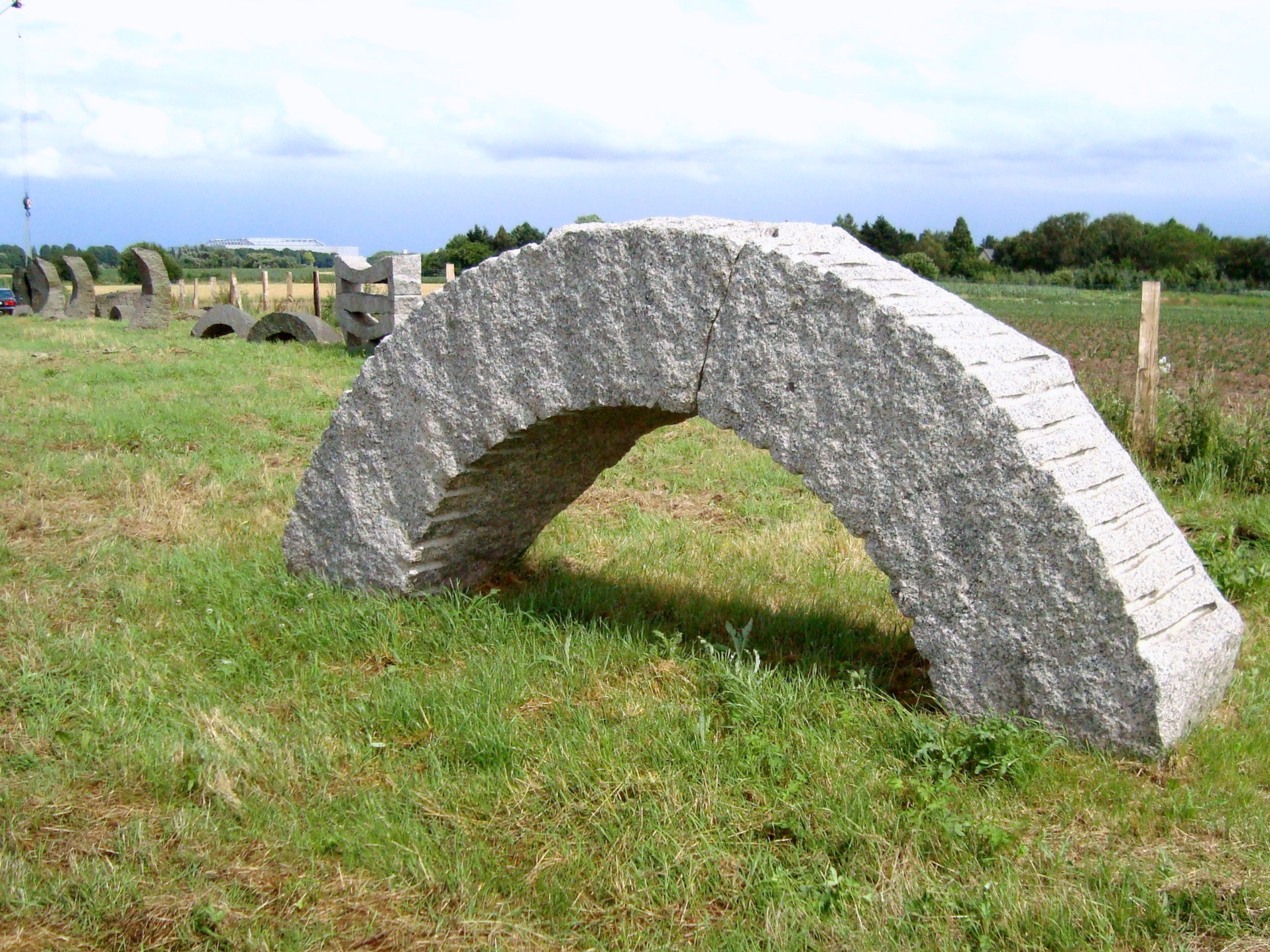
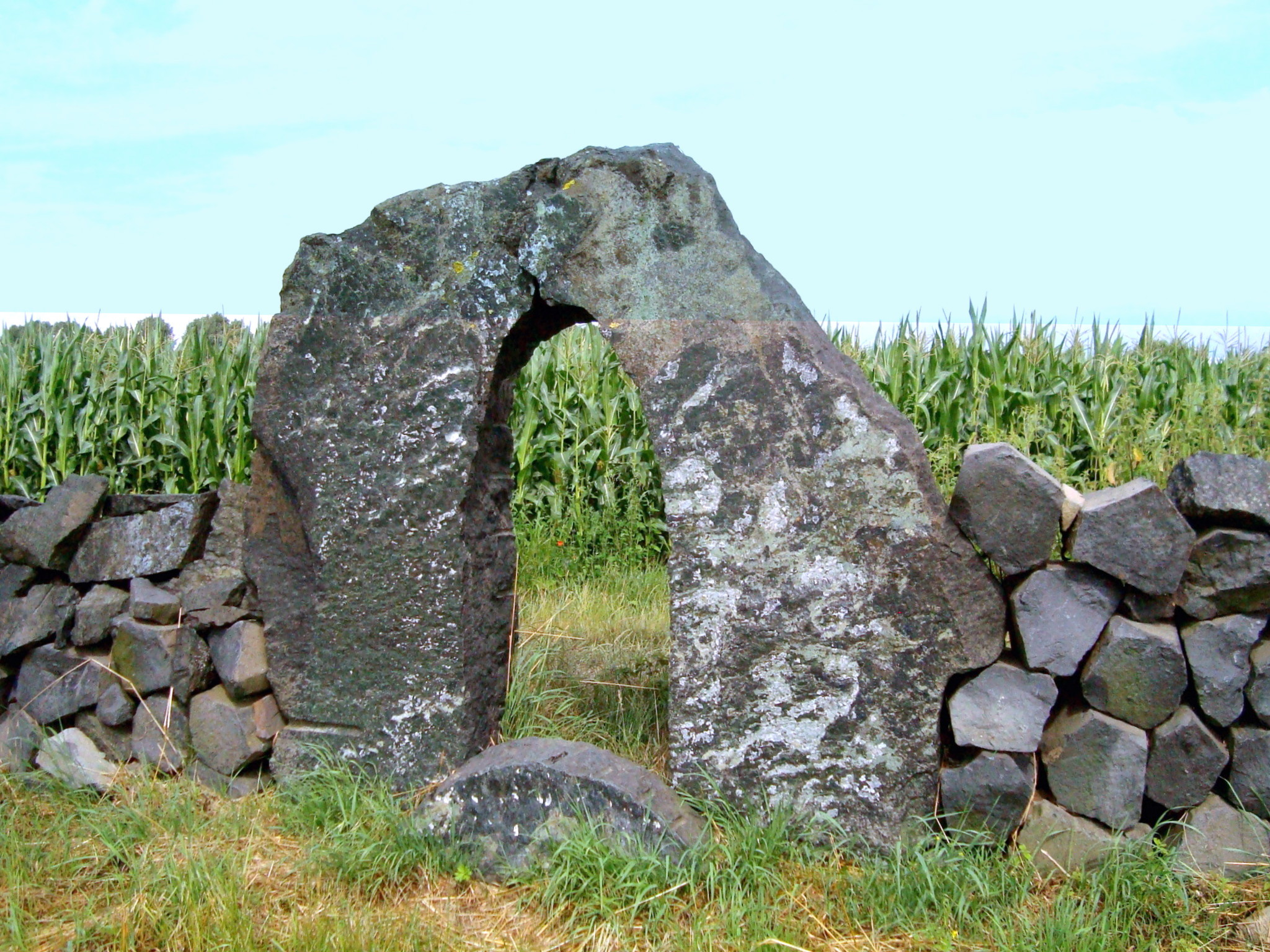
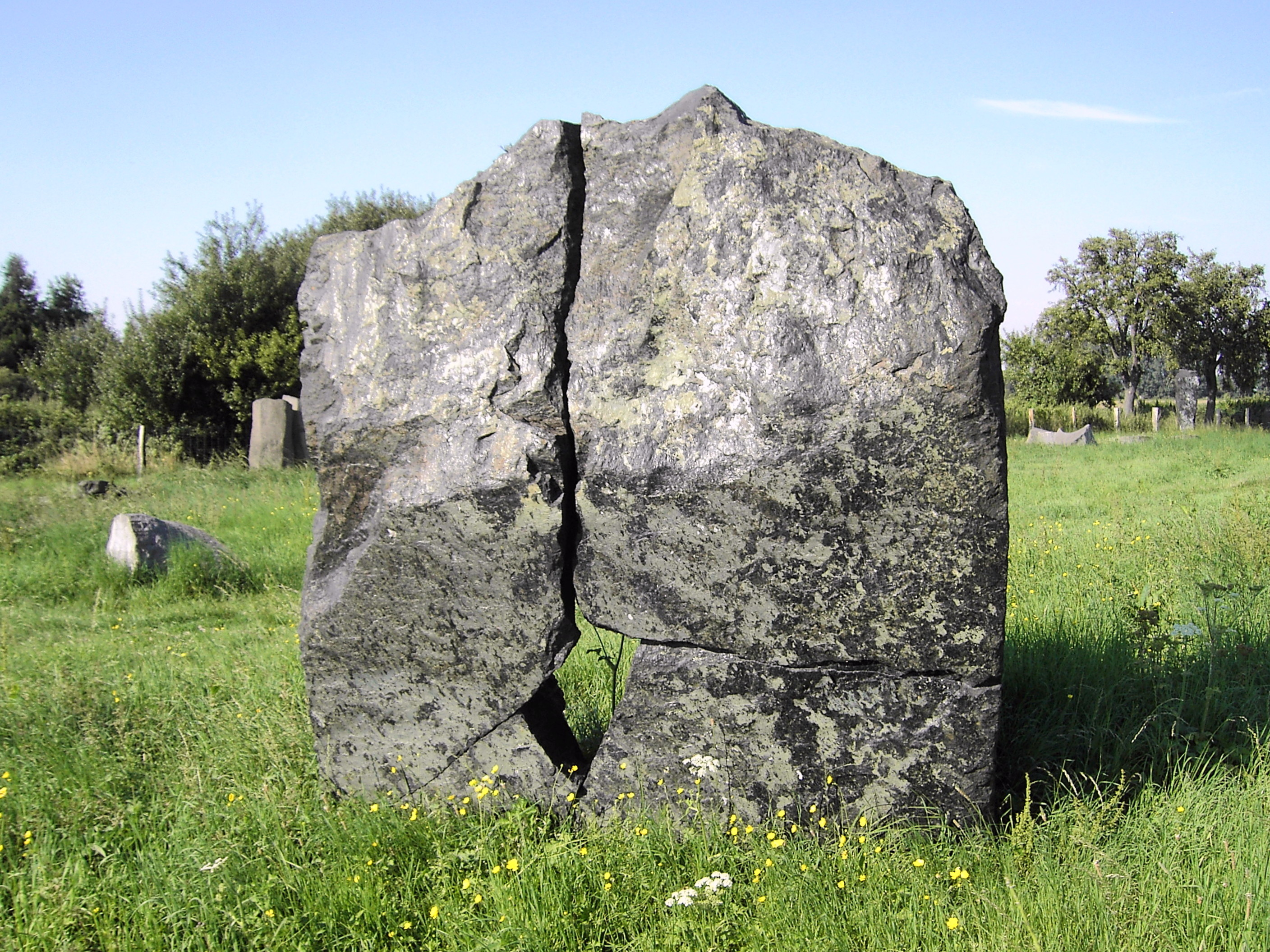
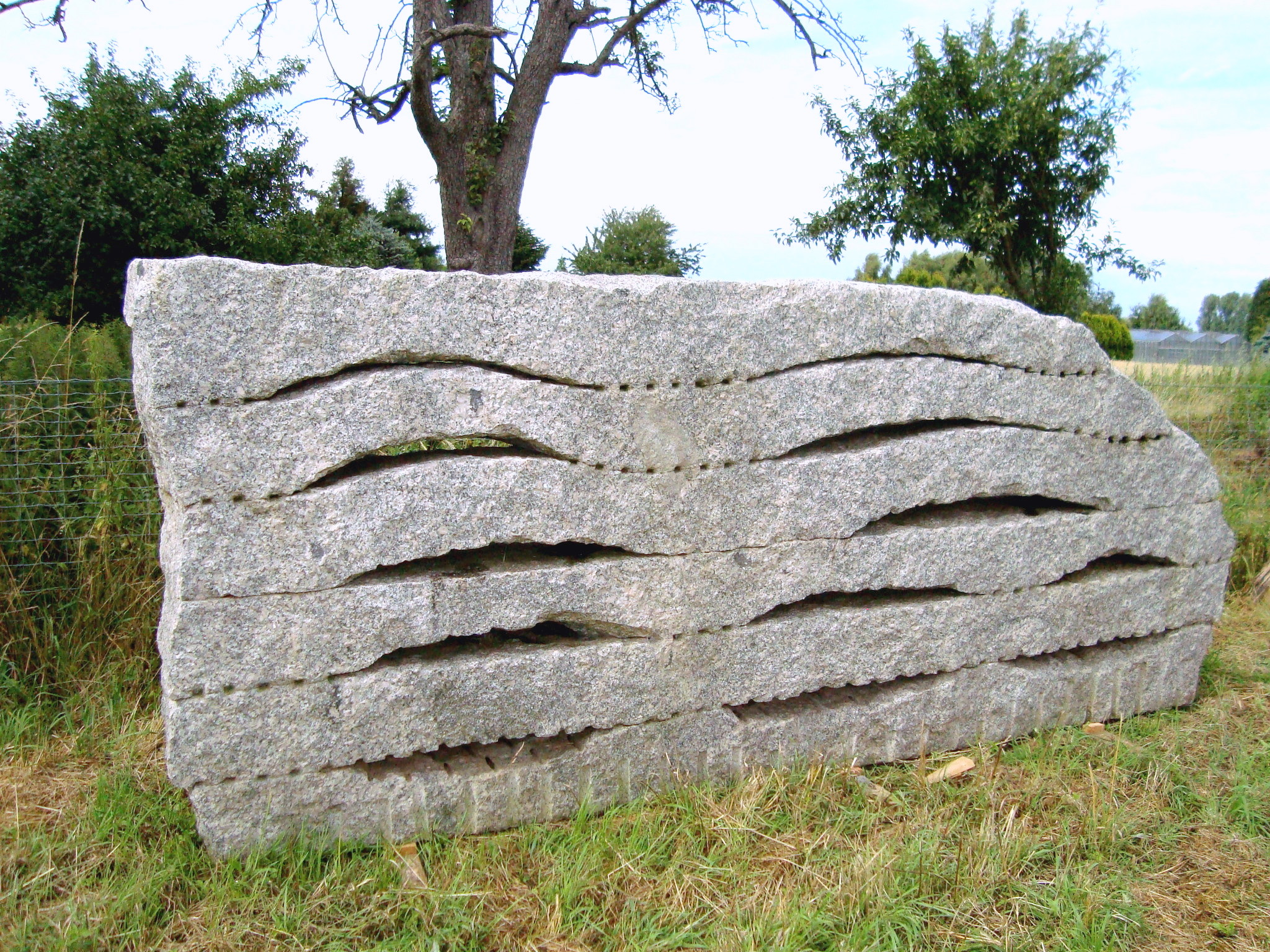
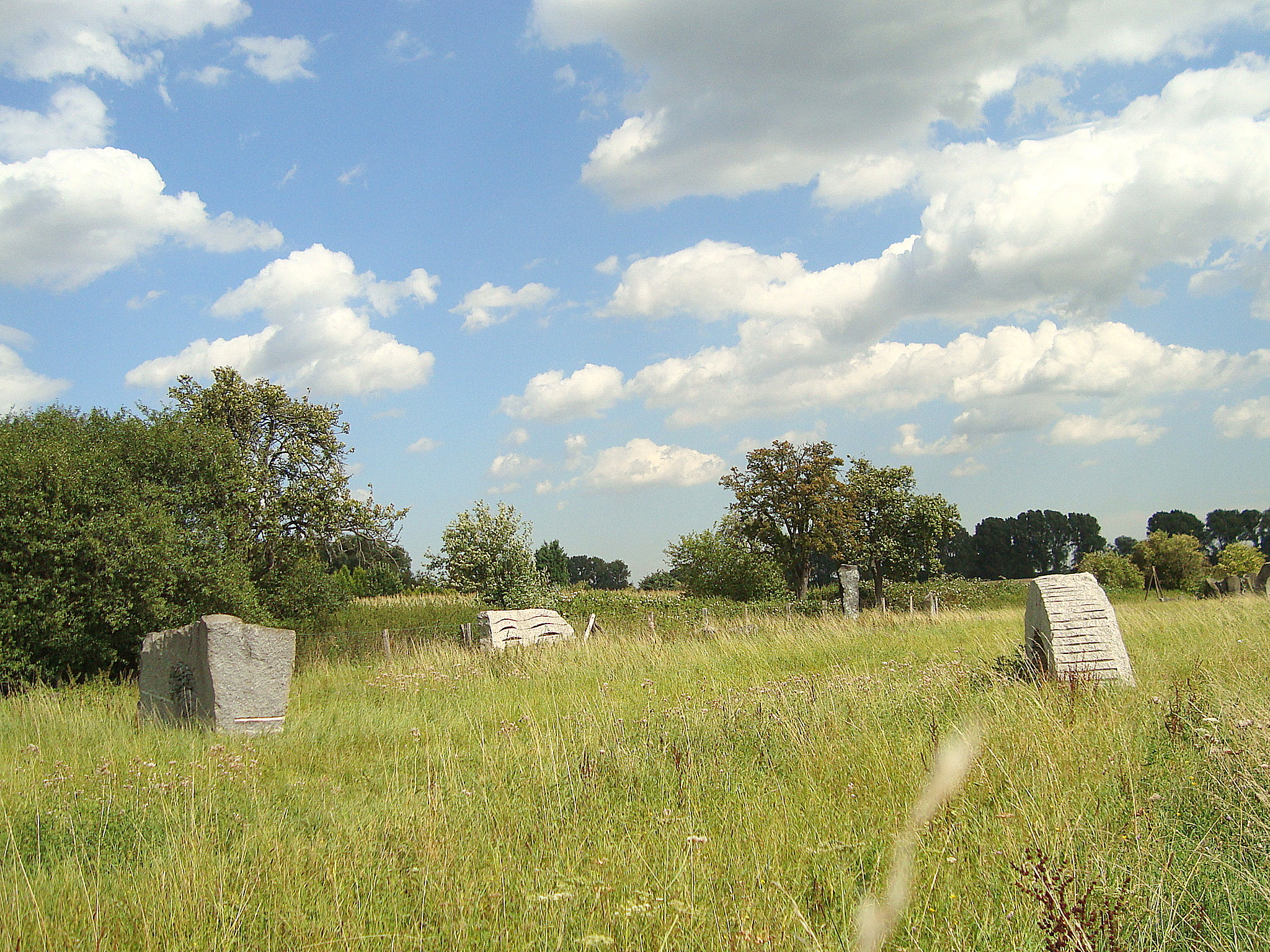
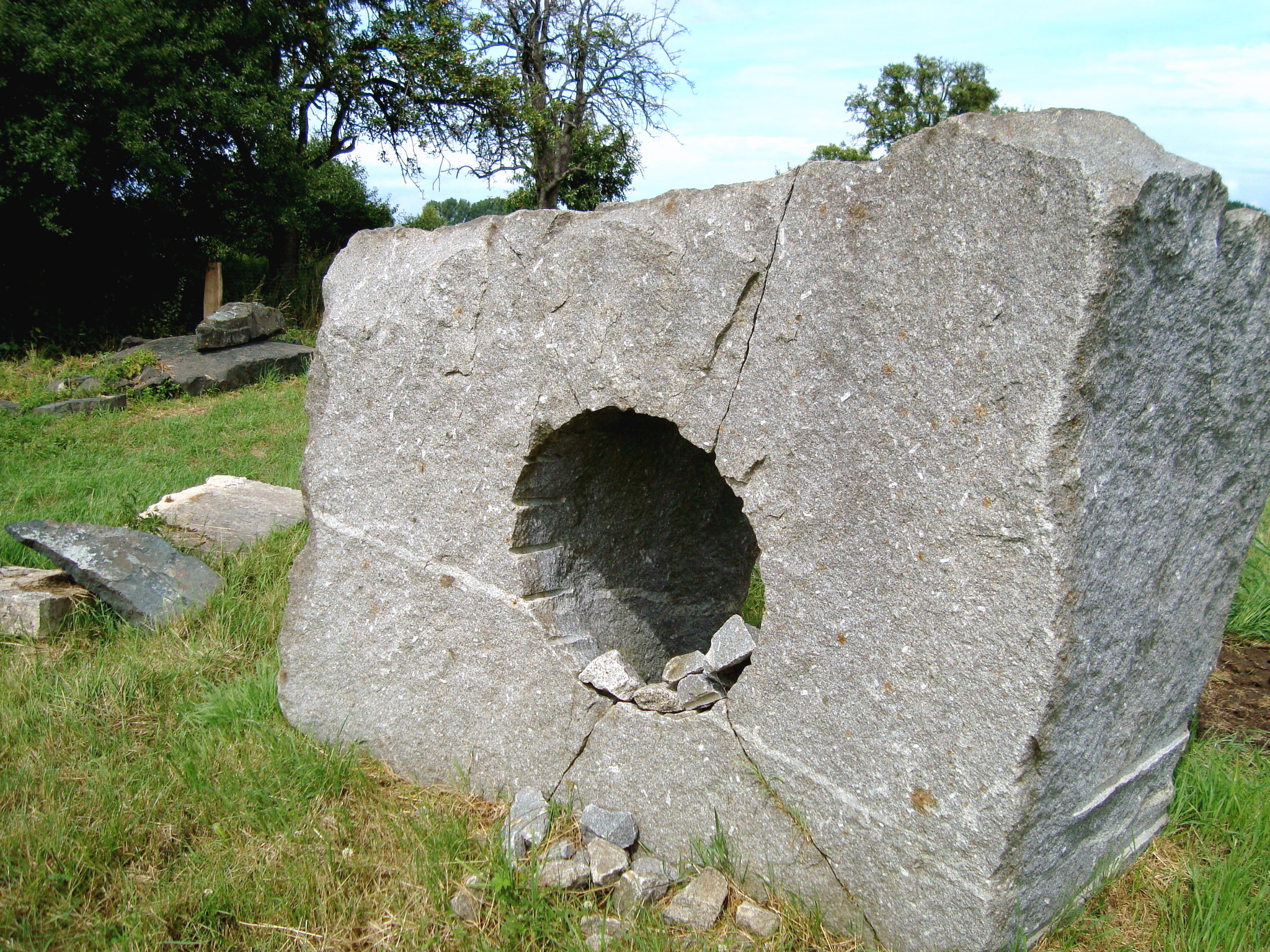

## Ausstellungen (Auswahl)
- 1982	Kunstverein Mettmann, Einzelausstellung
- 1983	Bildhauer arbeiten in Stein, Kunstverein Bochum
- 1984	Sammlung Helmut Klinker, Kunstmuseum Bochum
- 1985	Forum junger Kunst: Kunstmuseum Bochum,
- 1985  Städtische Galerie Wolfsburg
- 1985 	Museum Folkwang, Essen
- 1986	Einzelausstellung Schloß Hardenberg, Velbert
- 1986	Treibhaus IV, Kunstmuseum Düsseldorf
- 1987	Im Auftrag', Folkwangmuseum Essen
- 1988	Kunstachse Düsseldorf
- 1988	Paul Pozzoza Museum Düsseldorf
- 1989	Galerie Waschsalon Frankfurt
- 1989	Folkwangmuseum Essen, Einzelausstellung
- 1989	L'Europe des Créateurs, Grand Palais Paris
- 1989	Eisfabrik Hannover
- 1989	Galerie Bartz, Hannover
- 1989	Erinnerung an die Pogromnacht 1938, Mahn- und Gedenkstätte Düsseldorf
- 1990	Preisträger des Landes NRW, Kunsthalle Köln
- 1991	Bildhauer arbeiten in Stein, Flottmann-Hallen Herne
- 1991	Museum und Kirche – Religiöse Aspekte moderner Kunst, Wilhelm Lehmbruck Museum Duisburg
- 1993–94	Entstehung des Skulpturenfeldes Meerbusch-Büderich
- 1994	Skulpturenpark Horten, Düsseldorf
- 1995	Treibhaus, Kunstmuseum Düsseldorf
- 1996	Galerie Hasan Kastelli, Isfahan
- 1996	Feldküche, Galerie S, Aachen
- 1997	von Innen nach Außen, Galerie S, Aachen
- 1998	Einzelausstellung Galerie S, Aachen
- 1999	Die Einbeziehung des Andere', Galerie Münsterland, Emsdetten
- 2000	Pusan Internationales Bildhauersymposium, PICAF, Südkorea
- 2000/2001	Transfer: Künstleraustausch Galizien – NRW
- 2001	Centro Galego de Arte Conpemporanea, Santiago de Compostela
- 2001	Centro de Cultura Antiguo Instituto, Gijón
- 2001	Sala de Exposiciones Rakalde, Bilbao
- 2001	Städtisches Museum Leverkusen, Schloß Morsbroich
- 2001	Wilhelm Lehmbruck Museum, Duisburg
- 2001	Städtisches Museum Abteiberg, Mönchengladbach
- 2001	Zollverein Gesellschaft für zeitgenössische Kunst
- 2002	Sammlung Alberto Castro Lenero, Mexiko-Stadt
- 2005	Fotos und Skulpturen: Museum für zeitgenössische Kunst Isfahan,
- 2006	Skultupturenpark Metro, Düsseldorf
- 2007 Oveis Saheb & Herbert Bardenheuer, Zeche Zollverein

## Preise und Stipendien
- 1987: Träger des Folkwangpreises 1987
- 1987: Förderpreis des Landes Nordrhein-Westfalen für junge Künstlerinnen und Künstler in der Sparte Bildhauerei
- 1989: Preisträger des Wettbewerbes der Mahn- und Gedenkstätte Düsseldorf zur Erinnerung an die Pogromnacht 1939
- 1992: Preisträger im Symposium 'Europa ohne Grenzen', Oderbruch
- 1996: Preisträger Expo 2000, Dessau

## Werke im öffentlichen Raum
- 1988 (Ohne Titel). Standort: Kaiser-Wilhelm-Park, Essen
- 1988 Mondsteine. Standort: Metrostraße, Skulpturenpark am Metro-Campus, Düsseldorf[5]